# Contea di Alcona
La contea di Alcona, in inglese Alcona County, è una contea dello Stato del Michigan, negli Stati Uniti. La popolazione al censimento del 2000 era di 11 719 abitanti. Il capoluogo di contea è Harrisville.